# 題名のない音楽会
『題名のない音楽会』（だいめいのないおんがくかい、英字表記：Untitled Concert）は、1964年8月から放送されているクラシック系音楽番組。
放送開始当初から1966年3月までは、日本科学技術振興財団テレビ事業本部（東京12チャンネル、現在のテレビ東京）が制作。その後1966年4月より日本教育テレビ（NETテレビ）→テレビ朝日の制作に移行し、一時の放送休止期間をはさみつつ2025年現在も放送中である。

## 概要
クラシック音楽を中心にさまざまな分野の音楽を取り上げ、そのテーマとなる音楽の楽しみ方を解説することが番組の中心となる。
東京交響楽団やシエナ・ウインド・オーケストラなどをはじめとするオーケストラや吹奏楽編成による演奏が行われるのが特徴。主に公開録画で収録され、応募により観覧が可能。ただし、単独楽器と、その演奏のみ取り上げたり、スタジオでの非公開録画の場合もある。
スポンサーは前身の『ゴールデン・ポップス・コンサート』時代から一貫して、石油会社「出光興産」による一社提供であり、2020年8月以降は「（アポロマーク）idemitsu」の表示となった。
番組の本編中にコマーシャルは一切入らない。これは協賛社・出光興産創業者の出光佐三が「芸術には中断はない」と考えていることからである。このためCMが流れるのは番組冒頭とエンディングのみである。1985年夏頃から2017年春頃までのそのうちの1本は東京の出光美術館で開催されている催しのお知らせで、これは関東地区（テレビ朝日）およびBS朝日で放送していた（それ以外の地域は出光興産の企業CMに差し替え）。かつて分館が大阪と福岡にあった頃は、朝日放送と九州朝日放送では分館の催しのお知らせに差し替えて放送されていた。
また出光興産は、本番組が放送開始25周年を迎えた1990年に、若手音楽家の育成を主眼とした出光音楽賞（）を制定している。
英語タイトルの"Untitled Concert"（）は、かつては番組のタイトルとして直接出てくることはなかったが、『題名のない音楽会21』では舞台の装飾などでその文字が認められることがあった。その後、2008年4月にタイトルロゴが変更された際、そのサブタイトルとして挿入されている（→歴史を参照）。
クラシック番組としては世界最長寿である（後述）と同時に、現在テレビ朝日全体でも最長寿の番組である。
当初はモノクロ映像、モノラル音声放送だったが、映像は1971年3月26日放送分よりカラー放送となり、後にハイビジョンとなった。又音声については、1978年12月24日からステレオ放送となり（テレビ朝日の番組では初めて）、2004年4月4日から2016年3月27日までは、5.1chサラウンド放送を行っていた。一方、字幕放送の実施については2020年4月4日放送分からとなった。

## 歴史

### 番組誕生の経緯〜黛担当時代
1964年8月1日、当時の東京放送（現：TBSホールディングス）との専属契約を打ち切られて苦境に陥っていた東京交響楽団の活動の場を与える意味で、土曜20:30 - 21:00に日本科学技術振興財団テレビ事業本部（以下東京12チャンネル、現：テレビ東京）の制作で『ゴールデン・ポップス・コンサート 題名のない音楽会』として始まった。当初の司会は作曲家の黛敏郎で、日頃余り聞きなれないクラシック音楽を家族で楽しんでもらえるようにとの趣旨でスタートした。東京12チャンネルの開局から4か月後のことだった。第1回のゲストは歌手の松尾和子。
この『題名のない音楽会』というネーミングは、黛が考案した『題名のないコンサート』という題名を放送作家が改題したもので、これに東京12チャンネルの編成課長・ばばこういちが「どうしても題名に『ゴールデン』という文字を入れて欲しい」と要求し上記の題名に落ち着いた。黛敏郎は著書『題名のない音楽会』（1977年、角川文庫）で、番組タイトルについてみなアイデアが浮かばなくなり、半ば投げやりな調子で言ったものが採用されたと明かしている。
番組開始に先立ち、スポンサードを行うかどうかの判断材料にするために出光興産の社内でパイロット版を放送し社員にアンケートを取ったが、賛成はわずか17%ほどに過ぎなかったという。しかし出光興産としては初の番組提供であり、同族経営の出光興産としては番組に強いこだわりを持っていた。
その後、東京12チャンネルの経営難による放送時間短縮（1966年4月より。詳しくはテレビ東京#設立前（科学テレビ時代）を参照）の影響で放送継続が困難になり、スタッフは「司会者・楽団・スタッフはそのままで番組を継続できること」を条件に他局への番組の移籍を検討する。元々、出光興産は「会社がつぶれるまで提供を継続する」方針であり、「優良スポンサーつきの番組であり、ぜひ放送したい」と他の在京キー局が一斉に手を挙げたが、最終的にNET・日本教育テレビ（現：テレビ朝日）が当時専属の交響楽団を持たなかったことが決め手となり、1966年4月1日に放送がNETに移り『題名のない音楽会』として再スタート。NETテレビで放送された最初の2本分は、東京12チャンネルが制作したものである。
アニメ番組を除く放送番組が他の放送局に移籍するのは、現在ではもちろん当時としても異例のことである。
その後、本番組は1968年9月29日放送分で一旦終了し、1968年10月6日から1969年6月29日までは同時間帯にて『黛敏郎の間奏曲』が放送された。1969年7月6日放送分より再び放送を開始し、以降は週末のNETテレビ⇒テレビ朝日で特番や緊急時を除き、間断なく放送を続けている。
黛の司会担当時は主に現代音楽を取り扱い、ポップスや軽音楽が披露されるのは稀だった。また後述のように様々な企画が実施された一方で、黛の政治思想が色濃く反映され、お蔵入りになるケースもあった。

### 新・題名のない音楽会〜題名のない音楽会21
1997年4月10日に、番組開始から約33年に渡って司会を担当した黛が急逝。これを受け、同月放送分までは生前に収録されたストック分を放送し、さらに5月以降は永六輔による代理司会の時期を経て、10月5日からタイトルを『新・題名のない音楽会』に改め、武田鉄矢が正式な司会として起用された。この時期から31年ぶりにアシスタントも復活し、テレビ朝日の女性アナウンサーが務めている。前述の通り現代音楽がメインであった改題前に対し、改題後はポップス中心に移行し軽音楽を扱う機会も増えるようになった。
2000年4月2日放送分からは『題名のない音楽会21』に再び改題、羽田健太郎が7年あまりの間司会を務め、オープニングテーマ・エンディングテーマの作曲も担当した。2007年6月2日に羽田が死去した後は、2008年3月30日放送分までアシスタントの久保田直子（テレビ朝日アナウンサー）と週替わりのゲスト司会という体制を採った。

### 佐渡担当時代
2008年4月6日放送分からは『題名のない音楽会』にタイトルを戻し、指揮者で出光音楽賞受賞者の佐渡裕が司会を務める。このリニューアルに伴いロゴも変更され、1980年代から使われ続けてきた手書き調のものから、「題名のない音楽会 Untitled Concert」と書かれた紙が、新たな番組コンセプトである「ページを1枚めくる」を表現した、向かって右下の部分が折れてめくれている図案に変更されている。この「ページを1枚めくる」というコンセプトは譜面をめくる動作に準え、番組を見た視聴者が音楽への好奇心を深めていくことを意味している。タイトルロゴのみならず番組の出だしにもこのコンセプトは反映されており、リニューアル後は司会の挨拶のあと、「みなさんと一緒に、新しいページをめくりましょう!」と掛け声をかけてから番組が開始されている。
佐渡が担当した当時は、指揮者になってみたい一般の人を募集しオーケストラの指揮をしてもらう「振ってみまSHOW!」、青島広志（アドバイザーとして番組制作にも携わっていた）が往年のクラシックの作曲家に仮装するシリーズ、高嶋ちさ子による「クレーマー・ちさ子教授シリーズ」、宮川彬良による「アキラさんの大発見シリーズ」などのコミカルな企画が定期的に行われた。元々コンサートホールでの収録が多い番組ではあるが、佐渡のスケジュールに合わせスタジオ収録や海外ロケも行われるようになった。佐渡時代の番組スタイルについては、佐渡自身が「レナード・バーンスタインがニューヨーク・フィルハーモニックを指揮していた『ヤング・ピープルズ・コンサート』を下敷きとしている」と語っている。
2009年に放送開始45周年を迎えるのを機に、2月に「世界一長寿のクラシック音楽番組」としてギネス世界記録に記録認定を申請、その結果前述の通り『黛敏郎の間奏曲』による中断期間があったことから、1969年7月以降の放送が対象となり、5月28日に「1969年7月以来継続放送されているクラシック音楽番組」として、世界記録の認定を受けた。
2010年12月6日、第17回日本プロ音楽録音賞「放送メディア」放送作品部門にて、2010年5月16日放送分「坂本龍一〜箏の魅力」（坂本龍一作曲の箏とオーケストラのための協奏曲を沢井一恵が演奏）が最優秀賞を受賞した。
2011年3月13日は東日本大震災のANN報道特別番組のため休止。また、4月24日・5月1日の放送分では「東日本大震災復興応援〜今、音楽にできること〜」と題して、復興支援の音楽コンサートの模様を放送した（BS朝日では4月30日・5月7日に放送）。また、2013年9月8日・2015年2月1日も『報道ステーション SUNDAY』を9:00から1時間繰り上げ・拡大して放送したため休止していた。

### 五嶋→石丸司会時代
2015年10月4日放送分（第2431回）から、ヴァイオリニストの五嶋龍が司会を務める こととなり、その初回収録は7月30日に行われた。五嶋で6代目の司会、最年少（27歳）での就任となる。これは佐渡が2015年9月から、ウィーン・トーンキュンストラー管弦楽団の音楽監督を務めることとなったためであり、2015年6月28日放送分でも「年間4か月近くウィーン（オーストリア）に滞在する生活になります。引き続きヨーロッパを中心に客演指揮者としてオーケストラの指揮活動をしていくことを考えると、どうしても毎週番組を作っていくことが物理的に不可能になってしまいました」と、番組降板の理由・経緯を説明している。リニューアルに伴いタイトルロゴも再変更され、アシスタントも松尾由美子に交代した。
ほとんどの回でサブタイトルが「○○の音楽会」の形式に統一され、エンディングには音楽に関する「偉人の名言」も紹介されている。
本番組への出演期間中も、五嶋は東京に仕事の場を移すことなく、番組収録の度に自宅のあるニューヨークから来日するというスケジュールで司会を続けていたが、2017年3月26日放送分をもって本番組を卒業。過去に本番組にゲストとして出演した経験を持つミュージカル俳優の石丸幹二に、翌4月2日放送分から司会が引き継がれた。
2017年10月の改編にて、情報番組『サンデーLIVE!!』の開始に伴い、本番組も10月7日放送分よりテレビ朝日ほか一部地域では、放送時間がローカル枠の土曜10:00 - 10:30に変更された。多くのネット局は同時間帯にローカルワイド番組など独自の編成をしており、これ以降本番組の放送時間は全国一律ではなくなった。
2019年10月20日には、特別番組『題名のない音楽会スペシャル オーケストラと夢をかなえる夢響'19』を、『スペシャルサンデー』第1部（10:00 - 11:00）にて放送、2年強振りに日曜午前に本番組が放送された。
2022年5月28日放送分からはオープニング・エンディングが一新され、エンディングの音楽に関する「偉人の名言」も提供読み前での紹介となった。

## 歴代出演者
太字はテレビ朝日アナウンサー（元職を含む）。
| 期間      | 期間     | 司会         | アシスタント |
| --------- | -------- | ------------ | ------------ |
| 1964.8.1  | 1966.3   | 黛敏郎       | 九重佑三子   |
| 1966.4.1  | 1997.4   | 黛敏郎       | （不在）     |
| 1997.5    | 1997.9   | 永六輔       | 岡田洋子     |
| 1997.10   | 1999.3   | 武田鉄矢     | 野村華苗     |
| 1999.4    | 2000.3   | 武田鉄矢     | 加羽沢美濃   |
| 2000.4    | 2002.3   | 羽田健太郎   | 高橋真紀子   |
| 2002.4    | 2004.3   | 羽田健太郎   | 村上祐子     |
| 2004.4    | 2007.3   | 羽田健太郎   | 大木優紀     |
| 2007.4    | 2007.6.3 | 羽田健太郎   | 久保田直子   |
| 2007.6.10 | 2008.3   | （週代わり） | 久保田直子   |
| 2008.4    | 2010.3   | 佐渡裕       | 久保田直子   |
| 2010.4    | 2015.9   | 佐渡裕       | 本間智恵     |
| 2015.10   | 2017.3   | 五嶋龍       | 松尾由美子   |
| 2017.4    | 2020.3   | 石丸幹二     | 松尾由美子   |
| 2020.4    |          | 石丸幹二     | 武内絵美     |

備考
- 永は前述の通り黛の死去による代理としての他、黛が体調不調で収録を欠席した1996年7月14日放送分も担当している。
- このほか黛時代初期には、企画によっては黛が出演を控える回もまれにあり、その際には石丸寛、小泉文夫が代理司会を担当した。特に制作・放送局が移行する直前の1966年3月放送分については石丸が、また通常の外部会場からの演奏会方式ではなく、民族音楽のルーツを探るロケーション映像をスタジオで検証する形式が採られた1972年10月28日 - 11月18日放送分（この間に本番組史上に残る『これがケチャだ』が放送されている）については小泉が、それぞれ代理司会を務めた。
- 佐渡時代はスケジュールの都合などにより、アシスタントのアナウンサーが別番組の収録等で出演できない場合は代理アシスタントを立てることもあった。パリでの収録の際は、現地在住の雨宮塔子（フリーアナウンサー）がアシスタントを担当した。
- 2018年9月8日放送分では石丸幹二がスケジュールの都合上欠席となったため、寺崎貴司（テレビ朝日アナウンサー）が代理司会を務めた。

### 司会者死去に伴う措置
- 黛が死去した直後の放送（1997年4月13日放送分）では予定していた放送内容を差し替え、「黛敏郎を悼む」と題し、小林一枝（当時テレビ朝日アナウンサー）が進行の元、永・構成担当の藤田敏雄と、黛と親交のあった岩城宏之をゲストに迎え、過去の放送VTRを見ながらトークする追悼企画が行われた。本編前後のCMは全てカットされ、代わりに出光興産の社名でエンドカードの後、灰色バックに「黛敏郎氏のご生前のご功績をしのび心からご冥福をお祈り申し上げます 出光興産株式会社」というテロップを表示した。続く翌週5月4日からは永に司会が交代し、通常の収録体制に戻ったが引き続き追悼企画「黛敏郎の涅槃」と題して放送した。
- 羽田が死去した際には、2007年6月10日と翌6月17日の2週にわたって過去7年の名演奏と思い出を綴る追悼番組を放映した。6月10日分は過去の総集編、6月17日分はゆかりのゲストと共に『-21』時代の歴代アシスタントが総出演して追悼コンサートが行われた。

## 黛敏郎時代の特徴
保守派の文化人としても知られる黛は、時に軍歌や憲法など政治的なテーマを度々取り上げた。一部はNET⇒テレビ朝日側が却下したものもある。
- 1969年2月9日（放送日、以下同様）：『京都遷都論』（サブタイトル、以下同様）
- 1970年1月2日：『皇紀2630年奉祝番組』 - 『君が代』と『軍艦マーチ』を演奏[16]。
- 1971年9月11日：『陛下御外遊奉祝番組』
- 1972年2月19日：『生きていた英霊に捧げる歌』[17][18]
- 1973年9月29日：『伊勢遷宮奉祝番組』
- 1974年8月24日：『君が代考』
- 1975年2月22日：『ファシズムはまた起こるのだろうか』 - 『黒シャツ党の歌』とナチスの党歌を合唱したことに批判があった[19]。
- 1977年
  - 4月3日：『神武天皇実在論』
  - 6月19日：『元号制定記念番組』
  - 10月30日（放送予定）：『教育勅語のすすめ』放送されず[20][21][18]。
- 1979年5月27日：『音楽で語る日本海海戦』[18]
- 1981年5月3日：カンタータ『憲法はなぜ改正されなければならないか』（歌詞及び構成は黛自身）を公開したが[18]、放送されず撮り直し。黛は「表現の自由侵害だ」と抗議。代わりに『カラコルム渓谷音楽紀行』を収録、撮り直しに合意しなかった黛抜きで放送された[18]。
- 1983年3月6日：『地久節に捧げる番組』[22]
- 1984年
  - 1月15日：『君が代考-鹿児島にて』
  - 5月27日：『5月27日にうたった歌』 - 「海」にまつわる曲の特集。冒頭はスクールメイツによる「かもめの水兵さん」というソフトな出だしだったが、実はこの日は日本海軍の海軍記念日にあたり、黛は日本海海戦の話を滔々と語った。ラストは「海ゆかば」であった。
- 1993年
  - 6月6日：『皇太子殿下、ご成婚を祝ふ』ほか
  - 10月10日：『スポーツ・ニュースのための音楽』 - 体育の日の企画として放送され、ラストでは黛が1953年に作曲した「スポーツ行進曲」（他局である日本テレビのスポーツテーマ）が演奏された。黛が番組を終わろうとしたところでゲストの矢崎泰久が振りを入れると、秋山和慶が指揮を始めて演奏されるというハプニング付きで、演奏が始まった後は黛は恥ずかしさのあまり舞台袖に下がってしまうという一幕もあった。

1974年から1995年まで、一部の例外 を除いてその年の最終放送には、外国のオペラ歌手や歌唱力がある財界人などを集めて、『NHK紅白歌合戦』を模倣する企画も恒例化していた。
- 1974年12月28日：『大紅白ものまね歌合戦』
- 1975年12月28日：『紅白碧眼歌合戦』
- 1976年12月26日：『真正小紅白歌合戦』
- 1978年12月31日：『豪華カラオケ歌合戦』
- 1980年12月28日：『花の政党対抗紅白歌合戦』
- 1981年12月27日：『花の社長対抗紅白歌合戦』
- 1982年12月26日：『評論家対抗紅白歌合戦』
- 1983年12月25日：『クラシック版紅白歌合戦』
- 1984年12月30日：『世界名料理店対抗紅白歌合戦』
- 1985年12月29日：『花の名演奏家紅白歌合戦』
- 1986年12月28日：『題名版 紅白歌合戦 悪夢編』
- 1987年12月27日：『エアライン対抗紅白歌合戦』
- 1988年12月25日：『これが紅白歌合戦だ!』
- 1989年12月31日：『紅白歌合戦よさようなら』
- 1990年12月30日：『えっ、今年も紅白歌合戦』
- 1991年12月29日：『これが紅白だった』
- 1992年12月27日：『国会議員紅白歌合戦』
- 1993年12月26日：『先生たちの紅白歌合戦?』
- 1994年12月18日：『オーケストラ紅白歌合戦』
- 1995年12月24日：『東西文士対抗紅白歌合戦』

このほか、俳優・作家・歌手・政治家など著名人1人を招いての『わが青春の歌』シリーズ（藤山一郎・浜田幸一・金田一春彦ほか）などのシリーズものや当時の流行を取り入れた娯楽性の高い企画も多く放送されていた（例えば、1970年代後半には日本テレビの『テレビ三面記事 ウィークエンダー』やNHK総合テレビの『ホントにホント?』のパロディ版を放送したこともある）。また黛は本番組にて、フェルッチョ・ブゾーニの大曲「ピアノ協奏曲」の終楽章（合唱付き）や、ヘンリック・グレツキの交響曲第3番「悲歌の交響曲」の第一楽章の日本初演も行なっている。

### 黛時代にゲスト出演した著名人（声楽家・作曲家は除く）
「ベートーベンから浪花節まで」を基本コンセプトとした内容であったため、黛の人脈の広さからおよそクラシック音楽とは関連性が薄いと思われる芸能人や大物著名人なども数多くゲスト出演していた。したがって、必ずしもポップスや軽音楽を軽視していたわけではない。またクラシックの演奏家であっても専門とは違う分野に挑戦させられることも少なくなかった（指揮者の小林研一郎がテノール歌手として出演するなど）。以上の理由から、出演者や取り上げる音楽は黛敏郎本人の政治的主張とは必ずしも一致しない場合が少なくなく、かつ作曲者の政治的立場と音楽作品の価値とは常に峻別していた。
- 美空ひばり - オペラ「アリア」に同番組内で挑戦した。
- 永六輔 - 常連ゲストの一人。卒業式の歌を特集した際に黛に向かって「学園長式辞」と言った。
- 植木等 - 黛が「追悼特番をお送りします」と称した内容で放送。番組冒頭に僧服を纏って登場しお経を詠んだ。当時（1995年）の時点では健在であった植木のひょうきんな人柄が出ている放送回であった。
- ハナ肇とクレイジーキャッツ
- 宮間利之とニューハード
- 勝新太郎
- 坂東玉三郎 - 玉三郎の好きな曲「アランフェス協奏曲」にあわせて詩を朗読後、舞踊を踊った。衣装代えに時間がかかることから、一旦収録を中断し、次の番組を収録後、踊った。一発収録が主だったが、特異な収録形態だった。
- 遠藤周作 - オペラに挑戦。
- 岡本太郎 - 楽譜なしの作曲に挑戦し、岡本太郎自身の叫び声とオーケストラによる一種の協奏曲が初演された。
- 三波春夫 - 一般には典型的「演歌」として扱われる歌の世界を「ブルース」という全く異なる角度から分析。また浪曲の成立までの歴史を実演したこともある。
- 石津謙介
- 大屋政子
- 大前研一 - 番組内でクラリネットを披露した。
- 寺山修司 - 番組冒頭に寺山修司自身の歌集『田園に死す』から数首を寺山自身の朗読によって紹介し、そこから童謡に対する寺山の思い出や考えが述べられた回だった。
- 竹村健一
- 高英男 - 黛敏郎の晩年に出演した時には、黛敏郎作曲、加藤道夫台本のバレエ『思い出を売る男』の歌唱を披露した。
- 野坂昭如 - 常連ゲストの一人。歌手として出演し持ち歌を歌ったこともある。
- 小沢昭一 - 常連ゲストの一人。ベートーベンの生涯を浪曲にしたものを披露したこともある。
- 西村晃
- 高島忠夫
- 倉本聰
- 玉置宏
- 阿久悠
- 小沢栄太郎
- 芦田伸介 - 憲法記念日特集の『憲法はなぜ改正されなければならないか』ではナレーションを務めたが、番組が放送中止になった[18]。
- 坂上二郎
- 黒柳徹子
- 芳村真理
- 江守徹
- 桂三枝（現在は6代目桂文枝）
- 梶原茂（梶原しげる） - 1979年に出演。当時現役の文化放送アナウンサーで、「イングリッシュ演歌」を披露。
- ジョーン・シェパード ₋ 当時は千昌夫の妻で常連ゲストの一人。梶原茂がイングリッシュ演歌を披露した回には最後に登場し、外国人が英語の歌を日本語に訳したものを歌ったらどうなるかの実例として、ゴダイゴの「Monkey Magic」を日本語に訳した「いたずら化け猿」という歌を歌った。
- 大沢悠里 - 1986年9月14日に出演。当時現役のTBSアナウンサーだった。オーケストラの演奏に合わせて即興的に何種類ものラジオ原稿を読み分けた。
- 中山千夏 - 「運命」のタクトを振る。
- 桜田淳子 - フルオーケストラの演奏をバックに「気まぐれヴィーナス」を披露。
- キャロル
- 大山のぶ代
- 木の実ナナ
- 森進一
- 八代亜紀 - 彼女に関する企画は1980年代 - 1990年代にかけて多数行われた。
- タモリ - 1977年に番組内で密室芸を披露。番組の最後には紅衛兵に扮し、ベートーベンの「歓喜に寄す」に合わせてハナモゲラ語で毛沢東を称えた。
- おすぎ
- 舛添要一
- 山田邦子
- 清水ミチコ - 「清水ミチコオンステージ」と題して、オーケストラをバックに物まね芸を披露。番組冒頭で『カルメン』の「ハバネラ」をでたらめな外国語で歌いきり、黛敏郎に「わたしもいろいろな外国語を知ってるがこんなのは今まで聞いたことがない」と言わせた。黛との対談中、言い間違いをした黛に対し、「わたしもいろいろな日本語を知ってるがこんなのは今まで聞いたことがない」と清水が応酬したので黛および会場を大いに沸かせた。
- オユンナ
- 和田アキ子 - 男性のキーのままでカルメンの『闘牛士の歌』を熱唱し絶賛された。
- 江本孟紀 - 現役引退後、TV&ラジオの仕事では発音や発声が重要と痛感した江本は、発声を良くしようと声楽レッスンに通い始める。その成果として番組内でオペラに挑戦した「江本孟紀・オペラに挑戦」が1985年6月に放送された。
- 聖飢魔II - 1993年に「悪魔の音楽考」で出演。黛時代では異例のハードロックが取り扱われた。「悪魔組曲作品666番ニ短調」やオーケストラ融合である「BAD AGAIN 〜美しき反逆〜」を披露し、間のトークで悪魔音楽はどういうものであるべきか黛・デーモン小暮閣下が議論した後、単調な曲である聖飢魔IIの新曲「鬼」とクラシックの悪魔音楽メドレーを融合した「鬼+α」を披露し終了した。
- PUFFY - 『第47回NHK紅白歌合戦』の出演オファーを蹴ったこと[注 17]を讃えられ、番組内で『アジアの純真』を歌った。
- 土井たか子 - 『花の政党対抗紅白歌合戦』に出演し、『マイ・ウェイ』を熱唱してトリを務めた。
- 古舘伊知郎 - テレビ朝日のアナウンサー時代に出演し、オーケストラ演奏の実況中継を即興で行う[注 18]。当時の古舘は『ワールドプロレスリング』（テレビ朝日系列）の実況中継で人気を博していた。
- 岩崎宏美 - 新人時代に出演し、『ロマンス』を様々に編曲した歌唱に一人で挑戦し絶賛された。
- 丹波哲郎 - 演奏中のオーケストラの楽団員全員および指揮者に催眠術をかけて演奏不能にした。
- ジュディ・オング - 『魅せられて』の企画からレコーディングまでの経緯を番組にした時に出演し最後に歌を披露、後にこの曲が大ヒットして再び出演し、もう一度歌った。 二度目の出演の時、最初の予定ではケチャに編曲されたものも本人が歌うことになっていたが、憑依現象が発生したため大事を取って代役が立てられたと黛は説明していた。
- 武智鉄二 - 『豪華歌合戦』に出演して『お化けのロック』を歌い、黛敏郎をして「悪夢の世界」と言わしめた。
- 高峰秀子 - 常連ゲストの一人。笠置シズ子追悼の回には、すでに歌手活動から引退していたにもかかわらず『東京ブギウギ』を歌って、黛敏郎ら出演者と笠置シズ子を偲んだ。
- 沢竜二 - 松井翠声の活弁に合わせて剣戟を披露、バックの音楽に合わせて、尾上松之助風、三船敏郎風、必殺シリーズ風などと細部が微妙に異なる立ち回りを何通りにも演じ分けてみせた。
- 丸山浩路 - 歌のない管弦楽曲を手話通訳し、会場に来ていたろう者の観客から「生まれて初めてオーケストラを聞くことができた」と感謝された。
- 細川俊之 - 声楽家として出演。『あまい囁き』の語りで登場し、最後に『サッちゃん』の独唱を披露した。
- 井上ひさし - 1981年の憲法記念日特集に出演。黛の『憲法はなぜ改正されなければならないか』の演奏前に護憲派の立場から日本国憲法の価値を論じたが、番組が放送中止になった[18]。
- 小池朝雄 - 常連ゲストの一人だが、常に演技者としての出演だった。『太平洋序曲』の日本初演時（ただし演奏会形式によるダイジェスト版）にはナレーションおよび明治天皇の役を演じ、またチェホフの『タバコの害について』の一人舞台を演じた。
- 小泉文夫 - 常連ゲストの一人。黛敏郎が外遊したときには司会を務めたこともある。「小泉文夫の大予言」の回では、小泉の著作『歌謡曲の構造』の実践として小泉自身が作曲した歌謡曲を雪村いずみやあのねのねが歌った。なお番組の最後に「小泉さんは国立大学の教授だが、もしこれらの曲が大ヒットしたら副業を禁止する公務員の規定に違反するので大学を辞めなきゃならなくなるが、そのことについてお考えをお聞かせ願いたい」という黛の質問に対して、「これらの曲はあくまでも自分の研究の一環として作曲したものです。だから公務員の規定に違反するものではありません。これからも大学教授を続けて行くし曲の印税も全部貰うつもりです」と小泉が答えたので、黛は「せっかくの決意だが無駄になるでしょう」と言って、会場と小泉自身を失笑させた。
- 高田好胤 - 常連ゲストの一人。
- 笠智衆 - 小学校の校長先生に扮し教育勅語を朗読した。
- 越路吹雪
- 丸山明宏（現在は美輪明宏）
- 由美かおる
- 内田裕也
- 沢田研二
- ザ・タイガース
- かまやつひろし - フォーク・ソングの歴史を2回に渡って語り、かつ内外の多くの名曲を自身の歌と演奏によって紹介した。最後に番組放送当時（1976年）の最新のフォーク・ソングとしてかまやつは矢野顕子編曲による『丘を越えて』を高く評価し矢野に代わって歌った。
- 菅原文太
- 矢崎泰久 - 「スポーツ・ニュースのための音楽」（1993年10月10日放送分）に出演。
- 山本リンダ
- 大賀典雄 - 元ソニー株式会社CEO（東京芸大卒の声楽家だが、番組中、音程の悪さを黛に指摘されたエピソードがある）
- 和田弘とマヒナスターズ
- ロス・プリモス
- 鶴岡雅義と東京ロマンチカ
- 殿さまキングス

ほか

## 番組テーマ曲
- 題名のない音楽会21オープニングテーマ（2000.4 - 2008.3使用）
  - 作曲・編曲：羽田健太郎
- 「キャンディード」序曲（2008.4 - 2015.9使用）
  - 作曲：レナード・バーンスタイン、指揮：佐渡裕、演奏：シエナ・ウインド・オーケストラ
- Untitled Music（2015.10 - 2017.3）
  - 作曲・指揮：久石譲
- 歌劇「劇場支配人」序曲（2017.4 - 2022.5.21（制作局放送分））
  - 作曲：ヴォルフガング・アマデウス・モーツァルト
- バレエ音楽「屋根の上の牡牛」（2022.5.28（制作局放送分）[26][27] - ）
  - 作曲：ダリウス・ミヨー

## スタッフ（2025年7月19日以降）
- 構成：中野俊成、亀津雄介、渡邉賢史
- 音楽アドバイザー：飯尾洋一
- TD/音声：柳原健司
- SW：宮本邦慶、吉田千明（不定期）
- カメラ：穴沢康至、砂田大樹、小林咲希、渡邊良平（渡邊→以前はSW、一時離脱→復帰）、前田芽生（週替り）
- VE：時見正和、松田祐児、齋藤弘幸、澤田翔平、駒井譲、山本夏実、細谷公助（週替り）
- 音声：宗形円琴、爲田あかね、青木伸愛、猪俣晃、大平秀嗣（週替り）
- 照明：江頭儀浩、山本美奈子（週替り）
- PA：池戸和幸、花田淳史（週替り）
- 美術：前田香織
- 美術進行：渡邊眞太郎、楢崎仁志、池田彩乃（週替り）
- 生花装飾：松井達彦（花音）
- CGディレクション：香川凌也
- CGデザイン：村澤ちひろ、菅澤英子、松尾裕介、岡田望愛、森泉春乃
- 編集：岩澤柾憲
- MA：宗形円琴
- 効果：谷内田久貴
- TK：小島美和子
- ヘアメイク：中島康平、平山直樹（週替り）
- スタイリスト：米山裕也、平紀和、土田拓郎（土田→一時離脱→復帰）（週替り）
- 舞台監督：関尚弘、小宮山雄太（週替り）
- 技術協力：テイクシステムズ、共立ライティング、TACT（旧TAMCO、2021年4月3日 - ）[注 19]、TSP、TSP-WARP
- 楽器提供：日本音楽財団
- アシスタントディレクター：内山菜摘、大熊洋江、西川なつみ
- アシスタントプロデューサー：山崎陽子、酒井亨（酒井→2020年1月4日 - ）、坂本未来（坂本→2020年2月8日 - ）、滝川雄二（滝川→2023年6月 - 、以前はアシスタントディレクター）
- フロアディレクター：稲村隆、小川剛
- ディレクター：三澤隆之、本山崇、東裕二、尾﨑江梨花、木畑直記、池上健介、安田在炫【週替り】
- プロデューサー：福田真砂美（2020年1月4日 - ）
- プロデューサー・演出：鬼久保美帆（以前はプロデューサー・ディレクター）
- ゼネラルプロデューサー：藤城剛（2025年7月19日 - ）
- 制作協力：GUlLD(ギルド)（2020年1月4日 - ）
- 制作：テレビ朝日ビジネスソリューション本部コンテンツ編成局第1制作部
- 制作著作：テレビ朝日

### 過去
- ゼネラルプロデューサー：清水克也、伊東寛晃、山下浩司（山下→2013年11月24日 - 2019年9月7日）、小田隆一郎（2019年9月14日 - 2025年7月12日）
- チーフプロデューサー：三倉文宏、佐藤信也
- プロデューサー：牛山剛、秋田博、中島睦夫、竹田賢一、磯村健二（磯村→以前はディレクター）、大村正二、大石泰（大石→ディレクター兼務だった時期あり）、上村達也、荒井祥之、引地夏規
- アシスタントプロデューサー：佐々木南、細谷ナナ、齊藤絵心、西田麻美（齊藤・西田→共に2019年9月 - ）
- 総合演出：長束利博
- ディレクター：安藤仁、中嶋豪、玉井愛美子、梅沢勝、石和富志男、倉掛康彰、隈元秀彦、佐藤正樹、佐藤佳則、篠田裕基、千葉昭、大谷卓、菊地芙美代、菊地泰子、三戸宏之、澤地康弘、川島雅行、友利栄太郎、福田雅之、山田洋平、佐々木繁雄、須山英治，岡田倫太郎
- フロアディレクター：新田彩子、二見香帆（二見→以前はアシスタントディレクター）、長井香菜子
- アシスタントディレクター：風間崇志、長島勇太、松森歩夢、清田楓樹、太智花美咲、高橋竜也、深川伶菜、岡本渉、田島利之介、岡本侑大、曽我益千子、髙橋汐里、出海清一、佐藤周太朗、金子泰、増田信彦、溝呂木魁斗、兒玉妃乃華、橘慎之祐、稲垣達弥、大森美咲、岸大智、三浦優華
- 舞台監督：倉田昭生、平井智喜、林和孝
- 構成：藤田敏雄（のち監修）、小泉文夫（出演、代理司会も行う）、井上知幸、渡辺健一、新井鴎子、塚田ゆみ、河合秀仁
- アドバイザー：前田憲男、青島広志
- 指揮：石丸寛（代理司会も行う）
- 技術：西村英方、江原淳一、辻井明、宮崎輝夫（江原 - 宮崎→以前はカメラ）
- TD：井上剛、早川憲一（早川→以前は音声）
- TD/SW：今川愛（以前はカメラ）
- SW：大山由紀子
- カメラ：後藤賢、海老谷充、松野功夫、小沢寛、須永高義、奈良岡敏勝、近江靖、山内克彦、浅川英俊、松田祥宏
- 調整：井上貴史、山口敏美、宮原満明、原田恒夫、戸塚信也、樋口勝也、瀬尾直之
- 音声：荒川純一、倉野公嗣、串部和則、大塚(高橋)良一、川野奈巳、清水豊
- VE：近藤佑輔
- 照明：高柳武雄、鈴木秀、中村哲也、高野安隆、和田良雄、渡辺敏正
- 効果：中村充、中山尚、岩谷知朗、石井佳那子、安夕貴（TSP）
- 美術：黒田信彦、坂本廉三、中塚宏、高見和彦、村竹良二、宇家譲二、石上久、福田亜矢子、金澤弘道
- 美術進行：小島透、渡辺絢、三木晴加
- CGデザイン：松島祐樹
- CGディレクション：横井勝（横井→以前はCGデザイン）
- 編集：長屋裕二（東北新社）、須田正人、鼻岡規夫
- MA：大形省一
- スタイリスト：川岸みさこ、加藤涼子、井元文子
- 技術協力：東通、VIVIA、IMAGICA
- 美術協力：株式会社ヤマハミュージックジャパン
- 制作協力：スーパープロデュース、COLLABORATlON（COL→2015年10月4日 - 2019年12月）

## ネット局と放送時間
字幕放送は、ANNフルネット局とBS朝日のみ実施。
| 放送対象地域   | 放送局                       | 系列           | 放送日時           | ネット状況     | 備考                |
| -------------- | ---------------------------- | -------------- | ------------------ | -------------- | ------------------- |
| 関東広域圏     | テレビ朝日（EX）             | テレビ朝日系列 | 土曜 10:00 - 10:30 | （制作局）     | [ 注 20 ]           |
| 宮城県         | 東日本放送（khb）            | テレビ朝日系列 | 土曜 10:00 - 10:30 | 同時ネット     | [ 注 21 ]           |
| 福島県         | 福島放送（KFB）              | テレビ朝日系列 | 土曜 10:00 - 10:30 | 同時ネット     |                     |
| 香川県・岡山県 | 瀬戸内海放送（KSB）          | テレビ朝日系列 | 土曜 10:00 - 10:30 | 同時ネット     | [ 注 22 ]           |
| 沖縄県         | 琉球朝日放送（QAB）          | テレビ朝日系列 | 土曜 10:00 - 10:30 | 同時ネット     |                     |
| 中京広域圏     | 名古屋テレビ（メ〜テレ/NBN） | テレビ朝日系列 | 土曜 6:00 - 6:30   | 4時間先行      | [ 注 23 ] [ 注 24 ] |
| 近畿広域圏     | 朝日放送テレビ（ABC TV）     | テレビ朝日系列 | 土曜 6:00 - 6:30   | 4時間先行      | [ 注 23 ] [ 注 24 ] |
| 青森県         | 青森朝日放送（ABA）          | テレビ朝日系列 | 土曜 7:00 - 7:30   | 3時間先行      | [ 注 26 ]           |
| 愛媛県         | 愛媛朝日テレビ（eat）        | テレビ朝日系列 | 土曜 7:30 - 8:00   | 2時間30分先行  | [ 注 27 ]           |
| 福岡県         | 九州朝日放送（KBC）          | テレビ朝日系列 | 土曜 9:30 - 10:00  | 30分先行       | [ 注 28 ]           |
| 大分県         | 大分朝日放送（OAB）          | テレビ朝日系列 | 土曜 9:30 - 10:00  | 30分先行       | [ 注 29 ]           |
| 山口県         | 山口朝日放送（yab）          | テレビ朝日系列 | 土曜 10:15 - 10:45 | 15分遅れ       | [ 注 30 ]           |
| 山形県         | 山形テレビ（YTS）            | テレビ朝日系列 | 土曜 10:30 - 11:00 | 30分遅れ       | [ 注 31 ]           |
| 鹿児島県       | 鹿児島放送（KKB）            | テレビ朝日系列 | 土曜 10:30 - 11:00 | 30分遅れ       | [ 注 32 ]           |
| 岩手県         | 岩手朝日テレビ（IAT）        | テレビ朝日系列 | 土曜 11:15 - 11:45 | 1時間15分遅れ  | [ 注 33 ] [ 注 34 ] |
| 秋田県         | 秋田朝日放送（AAB）          | テレビ朝日系列 | 土曜 11:15 - 11:45 | 1時間15分遅れ  | [ 注 35 ]           |
| 長野県         | 長野朝日放送（abn）          | テレビ朝日系列 | 土曜 11:15 - 11:45 | 1時間15分遅れ  | [ 注 36 ] [ 注 37 ] |
| 新潟県         | 新潟テレビ21（UX）           | テレビ朝日系列 | 土曜 11:15 - 11:45 | 1時間15分遅れ  | [ 注 39 ]           |
| 石川県         | 北陸朝日放送（HAB）          | テレビ朝日系列 | 土曜 11:15 - 11:45 | 1時間15分遅れ  | [ 注 40 ]           |
| 広島県         | 広島ホームテレビ（HOME）     | テレビ朝日系列 | 土曜 11:15 - 11:45 | 1時間15分遅れ  | [ 注 41 ]           |
| 長崎県         | 長崎文化放送（ncc）          | テレビ朝日系列 | 土曜 11:15 - 11:45 | 1時間15分遅れ  | [ 注 42 ]           |
| 静岡県         | 静岡朝日テレビ（SATV）       | テレビ朝日系列 | 日曜 5:50 - 6:20   | 19時間50分遅れ | [ 注 44 ]           |
| 日本全域       | BS朝日（2K）                 | BSデジタル放送 | 日曜 8:00 - 8:30   | 22時間遅れ     | [ 注 46 ]           |
| 日本全域       | BS朝日（4K）                 | BSデジタル放送 | 日曜 8:00 - 8:30   | 22時間遅れ     | [ 注 47 ]           |
| 福井県         | 福井テレビ（FTB）            | フジテレビ系列 | 日曜 9:00 - 9:30   | 23時間遅れ     | [ 注 48 ] [ 注 49 ] |
| 北海道         | 北海道テレビ（HTB）          | テレビ朝日系列 | 日曜 10:00 - 10:30 | 1日遅れ        | [ 注 50 ]           |
| 熊本県         | 熊本朝日放送（KAB）          | テレビ朝日系列 | 日曜 10:00 - 10:30 | 1日遅れ        | [ 注 51 ]           |
| 富山県         | 北日本放送（KNB）            | 日本テレビ系列 | 土曜 5:25 - 5:55   | 1週遅れ        | [ 注 52 ]           |
| 宮崎県         | 宮崎放送（mrt）              | TBS系列        | 土曜 6:15 - 6:45   | 1週遅れ        | [ 注 53 ]           |
| 鳥取県・島根県 | 山陰放送（BSS）              | TBS系列        | 土曜 7:00 - 7:30   | 1週遅れ        | [ 注 54 ] [ 注 55 ] |
| 高知県         | テレビ高知（KUTV）           | TBS系列        | 土曜 9:25 - 9:55   | 1週遅れ        | [ 注 56 ]           |

- 基本的に年末年始のみ休止となる他、オリンピックや、世界水泳などで休止になる場合もある。かつては「全日本大学駅伝」（テレビ朝日・メ〜テレ共同制作。1988年から2016年までの11月第1日曜日）のとき、「全国高等学校野球選手権大会」（朝日放送〈当時〉制作）の開会式が日曜日と重なったとき（放送時間が重なるため）、全米オープンゴルフがアメリカ西海岸で行われた場合は休止していた[注 57]。この場合、時差放送となる系列外の局（同時放送の福井テレビも含む）とBS朝日では当該時間帯は過去の再放送ならびに別の番組に差し替えていた。逆に、福井テレビでは放送日が「FNS27時間テレビ」、東海テレビ制作の名古屋ウィメンズマラソン中継日（3月上旬）に当たる場合はFNS系列の放送を優先する。この他、宮崎放送・山陰放送・テレビ高知では「世界陸上」や「アジア大会」などと放送時間が重なった場合は時間変更もしくは休止となる場合もある[注 58]。
- 高校野球期間中は地域によって同一時間帯に第1試合の中継を行う場合があり、当該日の放送回はネット返上（代替なし・欠番）又は時差放送（2017年度まで朝日放送〈当時〉は前者[注 59]。この場合でもBS朝日で視聴可能であった）となる。
- いずれの局もスポンサードネットで放送されているが、BS朝日を除き出光美術館のCMは放送されなかった（出光美術館のCMが放送されていた放送局はテレビ朝日・BS朝日〈東京〉、朝日放送〈大阪〉、九州朝日放送・山口朝日放送〈門司〉のみで、1985年頃から2017年3月まで放送されていた。）。

### 放送日時の推移
開始当初は日曜9:30 - 10:00にて放送（1967年10月6日から1968年3月29日の間は金曜23:00 - 23:30に放送されていた）。その後1969年10月4日からは土曜23:00 - 23:30、1971年4月3日からは土曜23:30 - 翌0:00、1972年4月1日から土曜22:30 - 23:00と、放送時間も度々変遷を重ねており、1975年4月6日には腸捻転の解消で朝日放送（当時）制作枠が入ってくるのに伴い、5年半ぶりに日曜午前（10:00 - 10:30）での放送に回帰した。
1980年以降は、日曜10時台が朝日放送（当時）制作枠へと変更された影響で、放送時間も1時間繰り上げとなる9:00 - 9:30とされたものの、2010年代なかばまで40年近くにわたって日曜午前での放送が定着していたが、前述のとおり、2017年10月より『サンデーLIVE!!』（日曜 5:50 - 8:30、テレビ朝日・メ〜テレ・朝日放送→朝日放送テレビ共同制作）が開始するのに伴い、土曜10:00 - 10:30への放送時間の移動が実施された（テレビ朝日・福島放送・琉球朝日放送の場合。左記3局以外の同系列フルネット21局では時差ネットに移行し、系列外局5局〈このうち福井テレビのみ同時ネットから遅れネットに移動〉では従来の時間に据え置きとなる）。
| 番組名                                            | 期間       | 期間      | 放送時間          |
| ------------------------------------------------- | ---------- | --------- | ----------------- |
| ゴールデン・ポップス・コンサート 題名のない音楽会 | 1964.8.1   | 1964.10.3 | 土曜20:30 - 21:00 |
| ゴールデン・ポップス・コンサート 題名のない音楽会 | 1964.10.31 | 1966.3.26 | 土曜21:00 - 21:30 |
| 題名のない音楽会                                  | 1966.4     | 1967.9    | 日曜9:30 - 10:00  |
| 題名のない音楽会                                  | 1967.10.6  | 1968.3.29 | 金曜23:00 - 23:30 |
| 題名のない音楽会                                  | 1968.4     | 1968.9.29 | 日曜9:30 - 10:00  |
| 黛敏郎の間奏曲                                    | 1968.10.6  | 1969.6.29 | 日曜10:30 - 11:00 |
| 題名のない音楽会                                  | 1969.7.6   | 1969.9    | 日曜10:30 - 11:00 |
| 題名のない音楽会                                  | 1969.10.4  | 1971.3    | 土曜23:00 - 23:30 |
| 題名のない音楽会                                  | 1971.4.3   | 1972.3.25 | 土曜23:30 - 24:00 |
| 題名のない音楽会                                  | 1972.4.1   | 1975.3.29 | 土曜22:30 - 23:00 |
| 題名のない音楽会                                  | 1975.4.6   | 1980.3    | 日曜10:00 - 10:30 |
| 題名のない音楽会                                  | 1980.4     | 1997.9.28 | 日曜9:00 - 9:30   |
| 新・題名のない音楽会                              | 1997.10.5  | 2000.3.26 | 日曜9:00 - 9:30   |
| 題名のない音楽会21                                | 2000.4.2   | 2008.3.30 | 日曜9:00 - 9:30   |
| 題名のない音楽会                                  | 2008.4.6   | 2017.9.24 | 日曜9:00 - 9:30   |
| 題名のない音楽会                                  | 2017.10.7  | 現在      | 土曜10:00 - 10:30 |

### 過去のネット局
系列は当時の系列。
| 放送対象地域 | 放送局                 | 系列                          | 備考                                                                    |
| ------------ | ---------------------- | ----------------------------- | ----------------------------------------------------------------------- |
| 関東広域圏   | 東京12チャンネル（TX） | 独立局                        | （放送開始当時の制作局） 現在のテレビ東京 NETテレビへ制作・放送とも移行 |
| 北海道       | 北海道放送（HBC）      | TBS系列                       | 東京12チャンネル時代から放送 北海道テレビへ移行                         |
| 宮城県       | ミヤギテレビ（mm34）   | 日本テレビ系列 NETテレビ系列  | 東日本放送へ移行                                                        |
| 新潟県       | 新潟総合テレビ（NST）  | フジテレビ系列 テレビ朝日系列 | 現在NST新潟総合テレビ 新潟テレビ21へ移行                                |
| 長野県       | 信越放送（SBC）        | TBS系列                       | 長野朝日放送へ移行                                                      |
| 中京広域圏   | 中京テレビ（CTV）      | 日本テレビ系列 NETテレビ系列  | 名古屋テレビへ移行                                                      |
| 近畿広域圏   | 毎日放送（MBS）        | NETテレビ系列                 | 朝日放送（現在朝日放送テレビ）へ移行                                    |
| 広島県       | 中国放送（RCC）        | TBS系列                       | 東京12チャンネル時代から放送 広島ホームテレビへ移行                     |
| 香川県       | 西日本放送（RNC）      | 日本テレビ系列                | 瀬戸内海放送へ移行                                                      |
| 山口県       | 山口放送（KRY）        | 日本テレビ系列 テレビ朝日系列 | 東京12チャンネル時代から放送 山口朝日放送へ移行                         |

## 提供読み
1966年から1999年まで
- オープニング

1999年から2004年まで
2004年から2010年まで
2010年から現在
提供画面表示はかつてはタイトル入りの静止画像に組み込まれ、後にVTR編集時に挿入されていたが、現在テレビ朝日・BS朝日の個別による送出マスターのテロップ出しとなっている（書体自体はどちらも同じだが、ホワイトバック画面での表示のため「提供」が白文字となっている）。

## 公開収録が行われる主なコンサートホール
- 文京シビックホール（文京シビックセンター内）
- 東京オペラシティコンサートホール タケミツメモリアル
- 昭和女子大学人見記念講堂
- ティアラこうとう
- 横浜みなとみらいホール